# Ferdinand Jussel
Ferdinand Jussel (* 26. August 1906 in Lustenau; † 10. August 1957 in Bregenz) war ein österreichischer Politiker (CSP), Handelsangestellter und Stickereifabrikant. Er war von 1934 bis 1938 Abgeordneter zum Vorarlberger Landtag. 

## Ausbildung und Beruf
Jussel besuchte zwischen 1913 und 1920 die Volksschule in Lustenau Kirchdorf und besuchte in der Folge die Handelsschule Lustenau. Er war beruflich als Angestellter der Wirkwaren- und Klöppelspitzenerzeugung Ignaz König’s Söhne in Lustenau tätig und übernahm später eine Stelle als leitender Angestellter des Verbandes der Vorarlberger Konsumvereine in Dornbirn. Er war des Weiteren in einem Großunternehmen in Köln tätig und musste während des Zweiten Weltkriegs von 1938 bis 1945 Kriegsdienst leisten. 1947 machte sich Jussel mit einem eigenen Stickereifabrikations- und Exportbetrieb selbständig.

## Politik und Funktionen
Jussel war Mitglied der Christlichsozialen Partei und Mitglied der Gemeindevertretung von Lustenau. 1934 wurde er als Standesvertreter für Handel und Verkehr vom Vorarlberger Landeshauptmann zum Mitglied des Ständischen Landtags berufen und gehörte in der Folge während der Zeit des Ständestaates bzw. des Austrofaschismus vom 14. November 1934 bis zum Anschluss Österreichs am 12. März 1938 dem Landtag an. Nach dem Zweiten Weltkrieg übernahm Jussel von 1945 bis 1946 das Amt des Bürgermeisters seiner Heimatgemeinde Lustenau. 
Jussel war Mitglied zahlreicher Vereine und Organisationen. So wirkte er als Mitglied des Musikvereins Lustenau und war Mitglied des Männergesangsvereins Lustenau, dem er zeitweise auch als Obmann vorstand. Er gehörte dem SC Austria Lustenau als Spieler an, war Mitglied im Verband der Stickereifabrikanten und engagierte sich im Rheindorfer Kirchenrat. Des Weiteren war er Mitglied bzw. Obmann des Hilfswerkes, war als Mitglied der Marianischen Jünglingskongregation aktiv und engagierte sich in der katholischen Männerbewegung. Zudem war er Mitglied und Vorstandsmitglied der Dornbirner Sparkasse.

## Privates
Ferdinand Jussel wurde als Sohn des Landwirts und Handstickers Gebhard Jussel (1875–1916) und dessen Gattin Katharina Hämmerle (1876–1938) geboren, wobei sein Vater im Ersten Weltkrieg in Russland fiel. Ferdinand Jussel heiratete am 3. September 1934 in Lustenau die in Lustenau geborene Maria Hagen (1910–1999) und wurde 1935 bzw. 1937 Vater je einer Tochter und 1949 Vater eines Sohnes.

## Auszeichnungen
- Ehrenmitglied des Musikvereins Lustenau